# NGC 564
NGC 564 је елиптична галаксија у сазвежђу Кит која се налази на NGC листи објеката дубоког неба.
Деклинација објекта је - 1° 52' 43" а ректасцензија 1h 27m 48,2s. Привидна величина (магнитуда) објекта NGC 564 износи 12,5 а фотографска магнитуда 13,5. Налази се на удаљености од 61,773 милиона парсека од Сунца. NGC 564 је још познат и под ознакама UGC 1044, MCG 0-4-154, CGCG 385-148, DRCG 7-6, PGC 5455.